# 汽车杂志
汽车杂志是关于汽车和汽車產業的新闻以及相關报道的杂志。
汽车杂志上可能会刊登新车测试和車型比较、未来车型的推测以及“谍照”（從汽车制造商那裡洩露的照片）、改装汽车資訊、二手车广告；赛车新闻和其他信息。